# 羅富
羅 富（な ぶ、朝鮮語: 나부）は、中国出身の高麗の将軍であり、朝鮮氏族の羅州羅氏の始祖である。
羅富は、中国出身で、高麗時代に朝鮮半島に渡来してきた。羅富は、高麗時代に監門衛上将軍を務めた。